# Methona nigerrima
Methona nigerrima är en fjärilsart som beskrevs av Forbes 1943. Methona nigerrima ingår i släktet Methona och familjen praktfjärilar. Inga underarter finns listade i Catalogue of Life.